# Los Libros de la Catarata
Los Libros de la Catarata est une maison d'édition indépendante basée à Madrid, qui se consacre à la publication d'ouvrages dont l'objectif principal est la diffusion de la pensée critique. Fondée en 1990 par un groupe d'intellectuels, la maison d'édition a publié près de  1 500 titres à caractère informatif qui abordent des questions de réalité politique, historique, économique, culturelle et sociale

## Collections
Le catalogue de la maison d'édition est composé de plus de vingt collections, parmi lesquelles se distinguent les suivantes :
- Mayor, collection d'essais et de monographies qui, dans une perspective critique, offrent des clés et des interprétations de la société moderne[2].
- ¿Qué sabemos de?, en collaboration avec le CSIC, est une collection de vulgarisation scientifique sur des sujets tels que la biotechnologie, l'environnement, l'astrophysique, les mathématiques et les nouvelles technologies[3].
- Clásicos del pensamiento crítico, composée de courtes anthologies des écrits les plus représentatifs de la pensée d'éminents penseurs critiques[4].
- Investigación y debate, une collection qui met à la disposition du grand public l'activité culturelle et scientifique qui se déroule dans la sphère académique sur des thèmes qui font l'objet de débats de société[5].
- Planeta Tierra, publiée en coédition avec l'Institut géologique et minier espagnol (IGME), ce projet offre aux lecteurs curieux mais non spécialisés une série de petits livres dont l'objectif principal est de diffuser les sciences de la terre dans des domaines tels que la géologie, l'hydrogéologie, le changement climatique, l'impact environnemental, les ressources naturelles et le patrimoine géologique, de manière rigoureuse et divertissante[6].

## Prix Catarata de la dissertation
Depuis 2014, l'éditeur décerne le Prix Catarata de l'essai dans le but de stimuler la production d'idées et d'analyses qui aident à comprendre notre monde à partir de positions critiques.